# Liste der Kulturdenkmäler in Hentern
In der Liste der Kulturdenkmäler in Hentern sind alle Kulturdenkmäler der rheinland-pfälzischen Ortsgemeinde Hentern aufgeführt. Grundlage ist die Denkmalliste des Landes Rheinland-Pfalz (Stand: 8. Februar 2023).

## Einzeldenkmäler
| Bezeichnung                       | Lage                                          | Baujahr                           | Beschreibung                                                                  | Bild                           |
| --------------------------------- | --------------------------------------------- | --------------------------------- | ----------------------------------------------------------------------------- | ------------------------------ |
| Katholische Pfarrkirche St. Georg | Am Kirchberg 2 Lage                           | frühes 13. Jahrhundert            | Bruchstein-Saalbau, 1853, romanischer Westbau, frühes 13. Jahrhundert         | weitere Bilder Fotos hochladen |
| Wohnhaus                          | Am Kirchberg 13 Lage                          | 1901                              | ehemaliges Pfarrhaus; villenartiger neugotischer Putzbau, 1901                | BW                             |
| Mühle                             | Bahnhofstraße 10 Lage                         | erste Hälfte des 19. Jahrhunderts | zweieinhalbgeschossiger Krüppelwalmdachbau, erste Hälfte des 19. Jahrhunderts | BW                             |
| Kramesmühle                       | Mühlendriesch 29 Lage                         | 1833                              | Quereinhaus mit Krüppelwalmdach, bezeichnet 1833, Queranbau mit Pultdach      | Fotos hochladen                |
| Feldkapelle                       | nordwestlich des Ortes oberhalb der K 47 Lage | 19. Jahrhundert                   | schlichter Putzbau, 19. Jahrhundert                                           | BW                             |